# Воленс, Нина Васильевна
Нина Васильевна (Вильгельмовна) Воленс (1893—1937) — советский экономист-аграрник.

## Биография
Родилась в Санкт-Петербурге в 1893 году.
Окончила Бестужевские курсы, где и преподавала политическую экономию в 1915–1918 годах. 
Написала статистико-экономические исследования: Колонисты Мурмана и их хозяйство. Материалы статистико-экономич. исследования 1921—1922 г.г. — Москва, 1926 (тип. Химтехиздата). — 112 с.: табл. — (Труды Научно-исследовательского института по изучению Севера (бывшая Северная научно-промысловая экспедиция)/ С.С.С.Р. Науч.-технич. отд. В.С.Н.Х.; № 104, Вып. 28) и Пришлые промышленники Мурманского трескового промысла (материалы статистико-экономического исследования Мурмана 1921—1922 г.) Таблицы. — Москва, 1926. - 15 с.; 25 см. - (Труды Научно-исследовательского института по изучению Севера/ СССР. Науч.-техн. отд. ВСНХ; № 128. Вып. 30). Также по экономическим исследованиям Севера ею была написана работа: Промыслы и сельское хозяйство Печорского края. — Москва; Ленинград, 1924 (Л.: тип. изд. Молодая гвардия). — 124 с.: табл. — (Труды Северной научно-промысловой экспедиции/ С.С.С.Р. Науч.-технич. отд. В.С.Н.Х.; № 11, Вып. 21). 
С 1925 года была сотрудником Якутской комиссии при АН СССР; составила Очерк хозяйственного строя Якутии (Ленинград: Акад. наук, 1927. — 28 с.).
В журнале Вестник Крестьянской России, издававшемся в Праге и Берлине в 1925—1933 годах была напечатана её статья: «О современном облике интеллигенции» (1925. — № 6-7). 
Летом 1928 года была арестована вместе с Д. А. Акимовым, A. B. Коротковым и З. С. Будницкой, по делу зарубежной контр-революционной организации «Крестьянская Россия», которое органы ОГПУ привязывали к делу Трудовой крестьянской партии и в 1929 году постановлением Коллегии ОГПУ приговорена к 10 годам лагерей. Через Воленс во время её пребывания в столице действовал канал связи Республиканско-демократического союза с СССР. 
Была расстреляна в Ярославле 4 сентября 1937 года.